# Rapport cyclique

Rapport cyclique d'un signal variant de 0 à 100 %.

En électronique, le rapport cyclique désigne, pour un phénomène périodique à deux états, le rapport entre la durée de l'état actif et la période.
{\displaystyle \alpha ={\frac {\tau }{T}}} où
α est le rapport cyclique (sans dimension) ;
τ est le temps pendant lequel le signal est à l'état actif sur une période ;
T est la période du signal.
Ce rapport varie de 0 à 1, ou de 0 % à 100 % s'il est exprimé en pourcentage. La valeur moyenne — tension ou intensité — dans le circuit est la valeur à l'état haut multipliée par le rapport cyclique.
La modulation de largeur d'impulsion utilise ce principe, soit en faisant varier la durée de l'état haut, soit en faisant varier celle de la période.
Le rapport cyclique est notamment employé en électronique de puissance dans l'étude des hacheurs et des interrupteurs.

## Moteurs à combustion interne
Dans un moteur à combustion interne, on détermine le rapport cyclique d'ouverture par rapport à la durée d'un cycle moteur complet pour des actions discontinues comme l'ouverture de soupapes ou l'injection de carburant.